# Renate Warz
Renate Irene Warz (* 11. Februar 1967 in Landshut) ist eine ehemalige deutsche Leichtathletin, die sich auf das Gehen spezialisiert hatte.

## Sportliche Karriere
Renate Warz war bei der Spvgg. Niederaichbach. Von 1981 bis 1990 trat sie im Rahmen der LG Mainburg/Niederaichbach an. Bei den Deutschen Meisterschaften 1984 und 1985 gewann die Mannschaft der LG Mainburg/Niederaichbach mit Renate Warz, Gabi Daffner und Gudrun Warz den Meistertitel in der Mannschaftswertung im 5-Kilometer-Straßengehen. 1986 in Ichenhausen wurde die Mannschaft nur Zweite, aber Renate Warz gewann den Einzeltitel. Ab den Deutschen Meisterschaften 1987 wurde das 5-Kilometer-Straßengehen durch das 10-Kilometer-Straßengehen ersetzt. Von 1987 bis 1989 siegten Brigitte Buck, Renate Warz und Gabi Daffner in der Mannschaftswertung. 1990 in Baunatal gab es bei nur einer teilnehmenden Mannschaft, nämlich Warz, Buck und Daffner, keine offizielle Meisterschaftswertung, Renate Warz gewann aber den Einzeltitel. Ab 1991 gewann dann nach der Deutschen Wiedervereinigung die bis dahin für die DDR antretende Beate Anders die Deutschen Meistertitel.
Renate Warz trat zwischen 1985 und 1991 bei 14 Wettkämpfen im Nationaltrikot an. Bei den Europameisterschaften 1986 in Stuttgart belegte Warz den 21. Platz über 10 Kilometer.

## Schwester
Gudrun Warz (* 22. Februar 1968 in Landshut) war zweimal mit ihrer Schwester zusammen Deutsche Meisterin in der Mannschaftswertung des 5-Kilometer-Straßengehens.